# ケファロスとプロクリス (ヴェロネーゼ)
『ケファロスとプロクリス』（伊: Cefalo e Procri, 仏: Céphale et Procris, 英: Cephalus and Procris）あるいは『プロクリスの死』（伊: La Morte di Procri, 英: The Death of Procris）は、イタリアのルネサンス期のヴェネツィア派の画家パオロ・ヴェロネーゼが1580年から1582年頃に制作した絵画である。油彩。オウィディウスの『変身物語』7巻で語られている美女として名高いアテナイの王女プロクリスの死を主題としている。ヴェロネーゼの晩年の作品で、マドリードのプラド美術館に所蔵されている『ヴィーナスとアドニス』（Venere e Adone）の対作品と考えられている。どちらの作品も愛し合う者の突然の死を描いている。現在はストラスブールにあるストラスブール美術館に所蔵されている。

## 主題
アテナイの王女プロクリスはボレアスにさらわれたオレイテュイアの姉妹である。彼女の夫ケファロスは毎日のように森で狩りに励んだ。ケファロスが狩りで使用した投げ槍はプロクリスから与えられたもので、狙った獲物は決して外さないというものであった。彼は休憩している間はいつもアウラ（そよ風）に呼びかけて、疲れと暑さを和らげてくれる風を送ってくれるよう願った。しかしそれを伝え聞いたプロクリスは夫がアウラという名前の女性と関係を持っていると勘違いして夫を尾行した。そうとも知らないケファロスはプロクリスが立てた音を獣と勘違いし、茂みの中に槍を投げた。しかし茂みを確かめたケファロスが見たのは槍を受けたプロクリスであった。プロクリスは息も絶え絶えになりながら、自分が死んだ後にアウラという女と再婚だけはしないでほしいと願った。ケファロスは妻が誤解していることを悟ってそのことを伝えたが、プロクリスはそのまま息絶えた。

## 作品

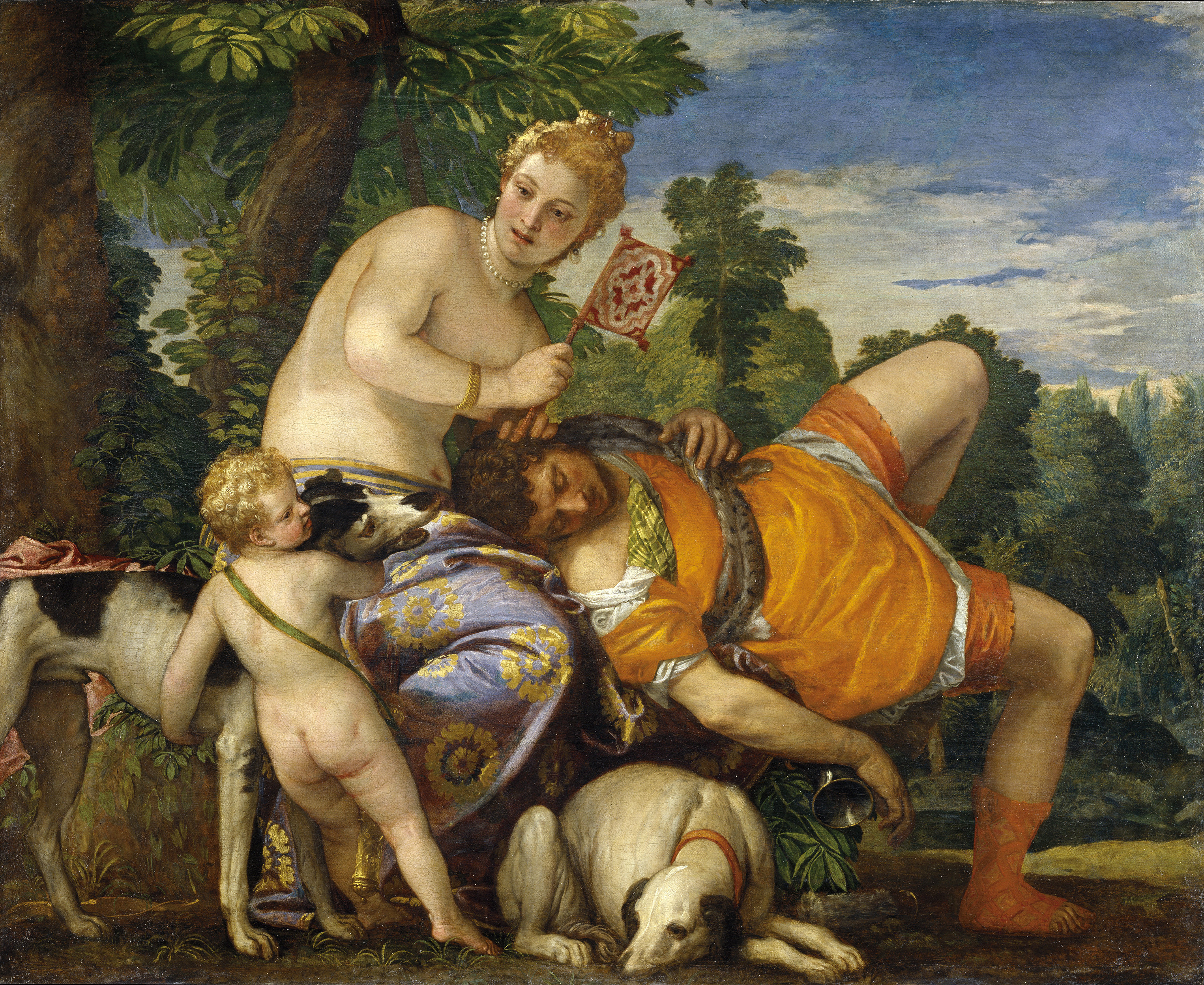
対作品の『ヴィーナスとアドニス』。1580年頃。プラド美術館所蔵。

ヴェロネーゼはケファロスとプロクリスの恋物語のエピソードの最後の劇的な瞬間を表現した。すなわちケファロスが投げた槍で傷つけられ深手を負ったプロクリスは前景に横たわっている。彼女は今にもこと切れそうであり、今わの際で何かを伝えようとしている。ケファロスは負傷した恋人に駆け寄り、彼女の手を握って絶望を表す仕草をしている。2人の恋人のすぐ後ろにはケファロスの猟犬ライラプスが立っている。プロクリスは金糸で刺繡された白の豪華なドレスを着ている。後方の風景は両側を樹木と緑の茂みで閉ざされており、対角線状に走った線はプロクリスの横たわる暗く険しい大地と明るい空を分割し、プロクリスのドレスは木々の間に現れた空の部分とバランスをとっている。画面左下隅の背景にある川の曲がり角の向こうに、2匹の猟犬を連れたケファロスの狩猟仲間が見える。
美術史家ジュゼッペ・フィオッコは1928年にこの絵画がプラド美術館に所蔵されている『ヴィーナスとアドニス』の対作品であることを示した。両作品の主題は対をなしており、どちらも狩猟と関係しているが、本作品が自らの手で愛する女を殺してしまった男の悲しみを描いているのに対して、後者は若い恋人アドニスの死を予感してしまった女神ヴィーナスの悲しみを描いている。ヴェロネーゼは『ヴィーナスとアドニス』の対となる作品とすべく人物に記念碑性を与え、プロクリスに豪華な衣装を着せ、『ヴィーナスとアドニス』と対照的な構図を採用している。
制作年代は一般的に晩年の1580年頃と考えられている。1584年にラファエロ・ボルギーニは本作品について最近描かれたものであると述べているため、1584年以降の作品ではない。

## 来歴
両作品は1640年頃までヴェネツィアに残っていたが、1641年にスペインの宮廷画家ディエゴ・ベラスケスが国王フェリペ4世の王室コレクションのために両作品をヴェネツィアで購入した。しかし19世紀になると、フランス占領時代に国王ホセ1世としてスペインを統治したジョゼフ・ボナパルトの手に渡り、スペイン国外へ持ち出された作品群の中に含まれた。ジョゼフ・ボナパルトが1844年に死去したのち、ジョシュア・ベイツ（Joshua Bates）の手に渡り、翌1845年5月24日にロンドンのクリスティーズで競売にかけられた（ロット番号69）。その後、絵画を所有した政治家、美術収集家のウィリアム・コニンガムによって1851年4月12日に再びクリスティーズで売却された（ロット番号59）。1912年にストラスブール美術館に収蔵された。